# 扎庫皮
扎庫皮是捷克的城鎮，位於該國北部，由利貝雷茨州負責管轄，面積40.74平方公里，始建於十四世紀，海拔高度217米，鎮上的大會堂建於1867年，2012年人口2,782。

## 外部連結
- Official website （页面存档备份，存于） （捷克文）